# Ayumi Hamasaki 15th Anniversary Tour ~A Best Live~
 (février 2023).
Albums de Ayumi Hamasaki
Love Again
(2013)
Ayumi Hamasaki 15th Anniversary Tour ~A Best Live~ est le 1er album live de Ayumi Hamasaki sorti sous le label Avex Trax le 18 septembre 2013 au Japon. Il atteint la 7e place du classement des ventes de l'Oricon. Il se vend à 15 218 exemplaires la première semaine, et reste classé 2 semaines pour un total de 17 701 exemplaires vendus pendant cette période.

## Liste des titres
Toutes les paroles sont écrites par Ayumi Hamasaki.
| 1.  | A Song for ××          |  |
| 2.  | Memorial address       |  |
| 3.  | Poker Face             |  |
| 4.  | Fly high               |  |
| 5.  | M                      |  |
| 6.  | No way to say          |  |
| 7.  | Blue Bird              |  |
| 8.  | Jewel                  |  |
| 9.  | Heaven                 |  |
| 10. | Tell All               |  |
| 11. | Voyage                 |  |
| 12. | Key ~eternal tie ver.~ |  |
| 13. | Teddy Bear             |  |
| 14. | Who...                 |  |